# Suntakstolen

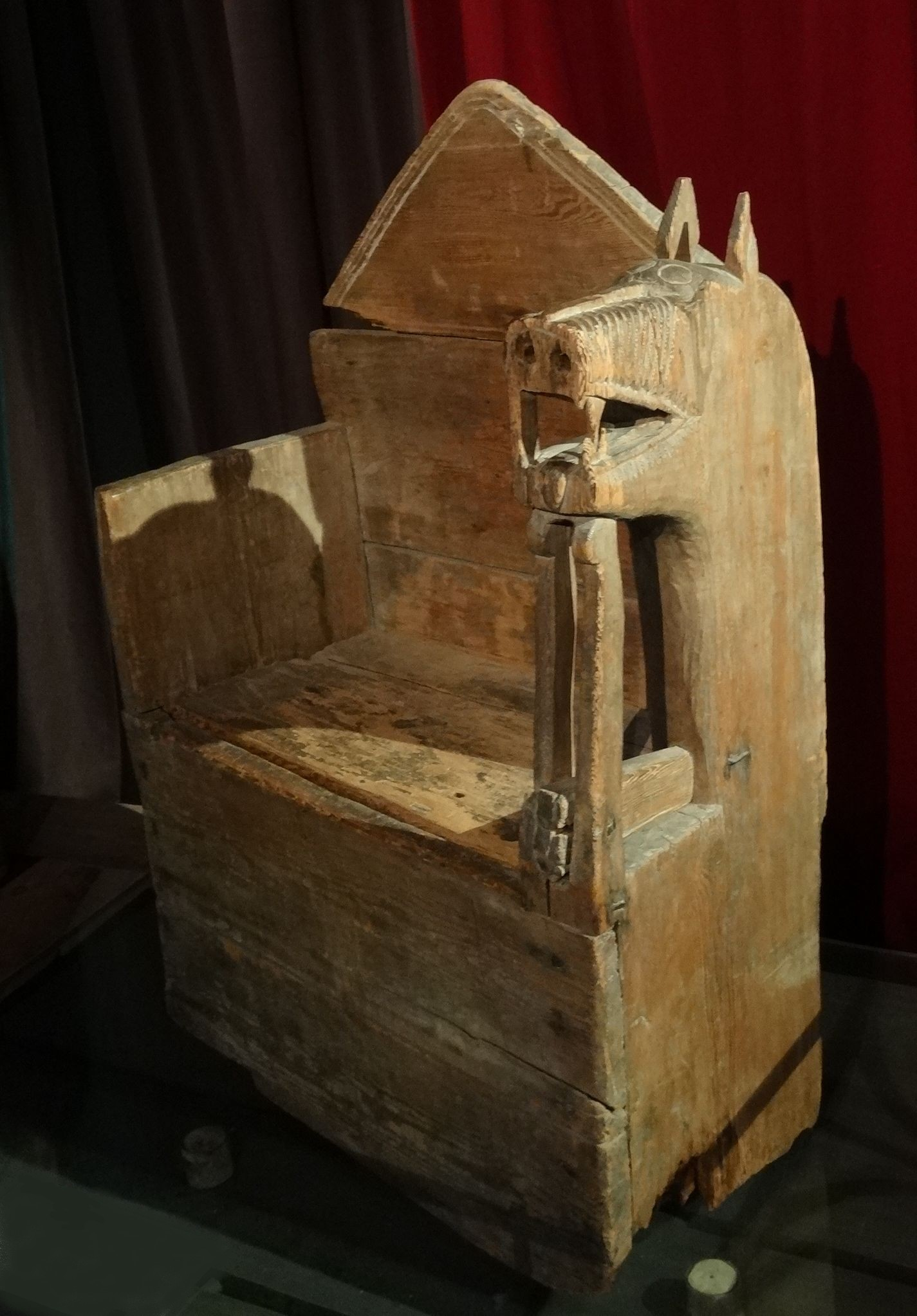
Suntakstolen

Suntakstolen tillverkades någon gång mellan 1150 och 1250 och är därmed en av Sveriges äldsta bevarade möbler. 
Stolen är namngiven efter Suntaks gamla kyrka i Västergötland där den fanns fram till 1882 då den flyttades till Edåsa kyrkomuseum. Den är sedan 1910 utställd på Västergötlands museum i Skara. En dendrokronologisk analys visar att trät som den tillverkats av fälldes på 1100-talet. Forskare har kommit fram till att de elva bitar furu som använts till att bygga stolen tidigare brukats i kyrkans bänkinredning och därefter återanvänts i denna stolkonstruktion.
Det är en skulpterad stol med gavel i form av djurhuvud, sannolikt varg. Den  är 120 cm hög, 82 cm bred och 41 cm på djupet. På ryggstödets överstycke finns är brädbit där "Ave Maria Gratia" (Var hälsad, Maria, full av nåd) ristats in med runor. I Samnordisk runtextdatabas har den beteckningen Vg 227. Den har troligtvis varit en korstol i Suntaks kyrka, ett prominent högsäte som reserverades åt hövdingar och kyrkliga ledare som besökande biskopar. Den har ursprungligen varit bemålad i svart, vitt, rött, orange och grått vilket idag framförallt kan skönjas på djurhuvudet. 
Det finns en kopia av stolen i Suntaks gamla kyrka.

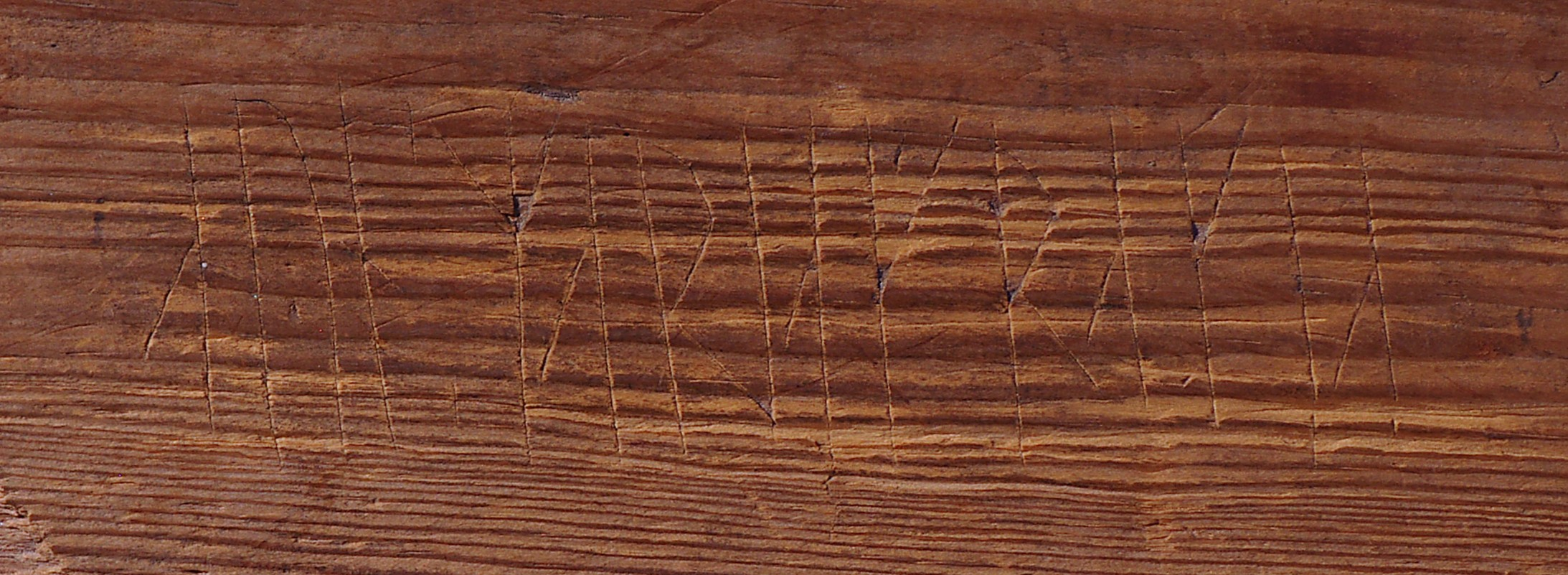
Suntakstolen Runskrift

## Inskriften
Translitterering av runraden:
av(e) : maria grakia
Normalisering till latin:
Ave Maria gratia
Översättning till nusvenska:
Var hälsad, Maria, nådiga
Texten till böneversionen Ave Maria på latin låter "Ave Maria, gratia plena" – Var hälsad, Maria, full av nåd. Beteckningen av v-ljudet i ave gjordes med stungen u-runa, som är ytterst sällsynt.